# Paporotnoje
Paporotnoje (russisch Папоротное, deutsch Plonszöwen, 1936 bis 1945 Waldhufen sowie: Sturmen, litauisch Plonžieviai sowie: Šturmai) ist eine Siedlung in der russischen Oblast Kaliningrad. Er besteht aus zwei ursprünglich eigenständigen Orten und gehört zur kommunalen Selbstverwaltungseinheit Munizipalkreis Krasnosnamensk im Rajon Krasnosnamensk.

## Geographische Lage
Paporotnoje liegt südlich der Scheschuppe (russisch: Scheschupe), sieben Kilometer nordöstlich der Rajonstadt Krasnosnamensk (Lasdehnen/Haselberg) und 21 Kilometer nördlich der einstigen Kreisstadt Dobrowolsk (Pillkallen/Schloßberg) innerhalb des les Scheschupski (Weszkaller Forst). Die Siedlung ist von Wyssokoje (Alxnupönen/Altsnappen) an der Regionalstraße 27A-026 (ex R511) aus in nördlicher Richtung zu erreichen. Vor 1945 war Alxnupönen (Altsnappen) die nächste Bahnstation an der Bahnstrecke Pillkallen–Lasdehnen der Pillkaller Kleinbahn, die jedoch nicht mehr in Betrieb ist.

## Geschichte

### Plonszöwen/Waldhufen

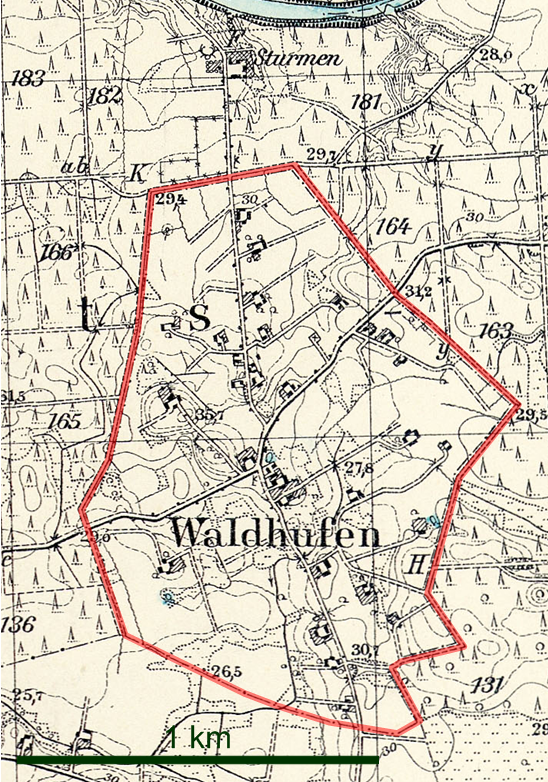
Die Gemeinde Waldhufen auf einem Messtischblatt von 1936. Auch die Försterei Sturmen (oben) gehörte (als Exklave) zu dieser Gemeinde.

Plonszöwen wurde im Jahr 1580 erstmals erwähnt als „Ort im Wald zwischen Weszkallen und Woitekaten“. Der Ort gehört zu den ältesten Siedlungen im Kreis Pillkallen entlang der Scheschuppe. Um 1780 wurde der Ort als königlicher Bauernort bezeichnet. 1874 wurde die Landgemeinde Plonszöwen dem neu gebildeten Amtsbezirk Weszkallen im Kreis Pillkallen zugeordnet. 1929 wurde die Försterei Sturmen eingemeindet. 1936 wurde Plonszöwen in Waldhufen umbenannt. Auch die Försterei erhielt 1938 diesen Namen. In Folge des Zweiten Weltkrieges kam der Ort 1945 mit dem nördlichen Ostpreußen zur Sowjetunion.

#### Einwohnerentwicklung
| Jahr | Einwohner | Bemerkungen                                                                               |
| ---- | --------- | ----------------------------------------------------------------------------------------- |
| 1867 | 122       |                                                                                           |
| 1871 | 126       | in der Försterei Neusturmen zusätzlich 11                                                 |
| 1885 | 147       | in der Försterei Sturmen zusätzlich 6                                                     |
| 1905 | 162       | davon 35 litauisch- und 24 zweisprachige Einwohner, in der Försterei Sturmen zusätzlich 7 |
| 1910 | 168       |                                                                                           |
| 1933 | 155       |                                                                                           |
| 1939 | 145       |                                                                                           |

### Sturmen

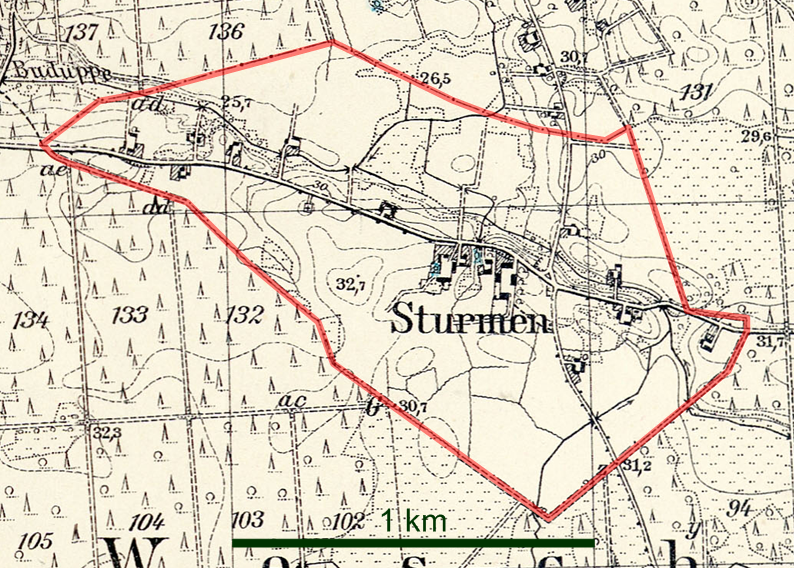
Die Gemeinde Sturmen auf einem Messtischblatt von 1936

Das südlich von Plonszöwen gelegene Sturmen wurde 1625 zum ersten Mal erwähnt. Um 1780 wurde der Ort als königliches Bauerndorf bezeichnet. Die Landgemeinde Sturmen wurde 1874 ebenfalls dem Amtsbezirk Weszkallen zugeordnet. Um 1900 gab es in dem Ort noch eine Litauisch sprechende Bevölkerungsmehrheit. Auch Sturmen kam 1945 zur Sowjetunion.

#### Einwohnerentwicklung
| Jahr | Einwohner | Bemerkungen                 |
| ---- | --------- | --------------------------- |
| 1867 | 91        |                             |
| 1871 | 75        |                             |
| 1885 | 67        |                             |
| 1905 | 77        | davon 40 litauischsprachige |
| 1910 | 81        |                             |
| 1933 | 112       |                             |
| 1939 | 92        |                             |

### Paporotnoje
Im Jahre 1947 erhielt Plonszöwen/Waldhufen die russische Bezeichnung Paporotnoje und wurde gleichzeitig in den Dorfsowjet Mitschurinski selski Sowet im Rajon Krasnosnamensk eingeordnet. Später gelangte der Ort in den Pobedinski selski Sowet. In der Folge wurde auch der Ort Sturmen zu Paporotnoje gezählt. Von 2008 bis 2015 gehörte Paporotnoje zur Landgemeinde Dobrowolskoje selskoje posselenije, von 2016 bis 2021 zum Stadtkreis Krasnosnamensk und seither zum Munizipalkreis Krasnosnamensk.

#### Einwohnerentwicklung
| Jahr | Einwohner |
| ---- | --------- |
| 1984 | ~ 50      |
| 2002 | 15        |
| 2010 | 8         |
| 2021 | 19        |

## Kirche
Sowohl in Plonszöwen resp. Waldhufen als auch in Sturmen war die Bevölkerung vor 1945 fast ausnahmslos evangelischer Konfession. Die beiden Dörfer waren in das Kirchspiel der Kirche Lasdehnen eingepfarrt, die zum Kirchenkreis Pillkallen (Schloßberg) in der Kirchenprovinz Ostpreußen der Kirche der Altpreußischen Union gehörte. Heute liegt Paporotnoje im weitläufigen Einzugsgebiet der neu entstandenen evangelisch-lutherischen Gemeinde in Sabrodino (Lesgewangminnen, 1938 bis 1946 Lesgewangen) in der Propstei Kaliningrad der Evangelisch-lutherischen Kirche Europäisches Russland.